# Chutes Ouzel
Pour les articles homonymes, voir Ouzel.
Les chutes Ouzel (en anglais : Ouzel Falls) sont des chutes d'eau du comté de Boulder, dans le Colorado, aux États-Unis. Ces chutes formées par l'Ouzel Creek relèvent du parc national de Rocky Mountain.